# Podagrasti jarčevac
Podagrasti jarčevac (jarčevac trojnolistni, regoča, kozja noga,sedmerolist lat. Aegopodium podagraria), vrsta višegodišnje biljke iz porodice kimovki, raširena po Europi i Aziji. 
Šuplja glatka stabljika naraste do 100cm visine, pri vrhu je razgranata. Rizomi su dugački i razgranati .
Biljka je ljekovita i jestiva, te se koristi i u kulinarstvu (začin) i za liječenje, diuretik. Jela s njom olakšavaju rad želuca i sprečavaju upale organa za probavu, smanjuje masnoću u krvi, regulira cirkulaciju i izlučivanje mokraćne kiseline, liječi reumatizam, kostobolju. Sasvim mladi proljetni listovi mogu se jesti sirovi ili kuhani. 
U Hrvatskoj je jedina vrsta iz roda jarčevca. 

## Sastav
Sadrži do 100 mg% C vitamina,limunsku i jabučnu kiselinu,holin,glukozu,fruktozu,mineralne soli,karotenoide.

## Podvrste
1. Aegopodium podagraria subsp. nadeshdae N. V Stepanov
2. Aegopodium podagraria subsp. podagraria